# ATLANTICO Europa
O Banco Atlântico Europa (BAEUR), com nome comercial ATLANTICO Europa, é um banco europeu com sede em Lisboa, Portugal.
Fundado em 2009, o Atlântico Europa é supervisionado pelo Banco de Portugal, pela Comissão do Mercado de Valores Mobiliários e pelo Banco Central Europeu, servindo segmentos específicos de clientes Particulares, residentes e não residentes, Empresas e Institucionais.
Os serviços vão desde depósitos à ordem e a prazo, a soluções especializadas de Trade Finance e Assessoria Financeira.
Para além da presença física em Lisboa, também está presente em Windhoek, Namíbia e conta com clientes de mais de 50 países.
A marca "Atlântico" nasceu em 2006 em Angola, através do lançamento do Banco Privado Atlântico, agora Banco Millennium Atlântico. Em 2009, a marca é internacionalizada, dando origem ao Banco Atlântico Europa.
Em 2016 foi distinguidos com dois prémios:
- O Prémio do Banco que Mais Cresceu na categoria de Médio ou Pequeno Banco, atribuído pela Revista Exame, em parceria com Zeiss, e através de uma análise realizada pela Deloitte e a Informa DB.[2]
- Uma das Melhores Empresas para Trabalhar em Portugal, pela revista Exame em parceria com a Everis e a AESE.[3]

O Banco Atlântico Europa fechou 2016 com lucros de 5,1 milhões de euros, um crescimento de 20% face aos 4,3 milhões de Euros de 2015.
No primeiro trimestre de 2022, o banco teve lucros de 410 mil euros.
Em janeiro de 2020, a Well Link Group Holdings Limited, sociedade constituída em Hong Kong, chegou a acordo com os acionistas angolanos do Atlantico Europa, detido pelo Atlântico Financial Group, holding ligada ao investidor angolano Carlos Silva, para a compra da totalidade do capital da instituição financeira. No início de agosto de 2022, a venda do banco, então com Diogo Cunha como CEO, havia sido autorizada pelo Banco Central Europeu.